# (7240) Hasebe
(7240) Hasebe – planetoida z pasa głównego asteroid okrążająca Słońce w ciągu 3 lat i 223 dni w średniej odległości 2,35 j.a. Została odkryta 19 grudnia 1989 roku w obserwatorium w Kani przez Yoshikane Mizuno i Toshimasę Furutę. Nazwa planetoidy pochodzi od Takao Hasebe (ur. 1947), japońskiego astronoma amatora, który był nauczycielem astronomii Yoshikane Mizuno. Przed nadaniem nazwy planetoida nosiła oznaczenie tymczasowe (7240) 1989 YG.